# (38339) 1999 RH137
1999 RH137 (asteroide 38339) é um asteroide da cintura principal. Possui uma excentricidade de 0.12155140 e uma inclinação de 15.03106º.
Este asteroide foi descoberto no dia 9 de setembro de 1999 por LINEAR em Socorro.